# Alta Badia

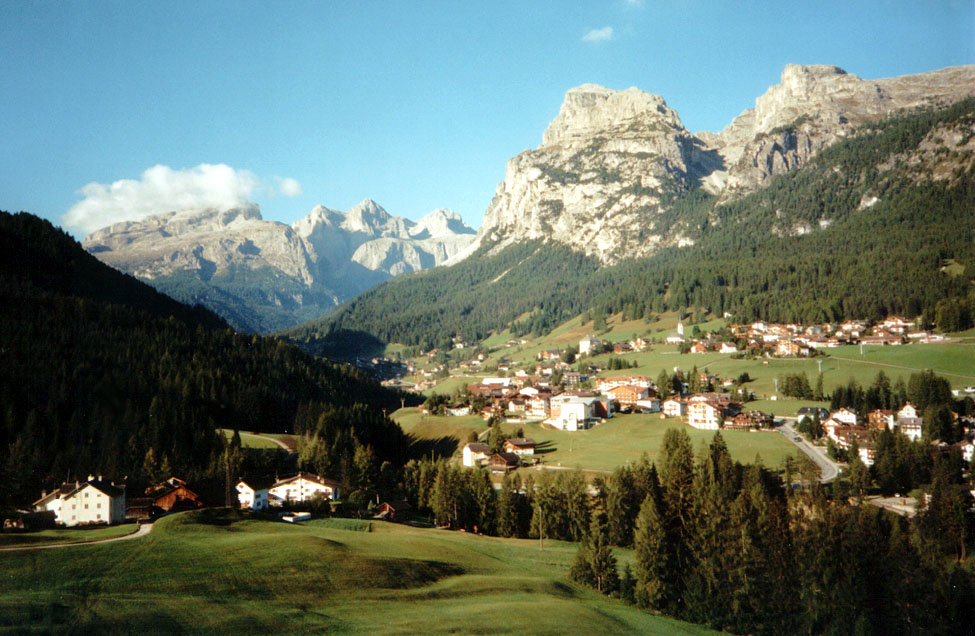
Blick von Abtei auf Sella und Sassongher

Alta Badia (ladinisch und italienisch für Hochabtei, auch Hochabteital) ist ein Tourismusverband im Süden des Gadertales in den Südtiroler Dolomiten (Italien). Es umfasst die mehrheitlich ladinischsprachigen Gemeinden Corvara, Abtei und Wengen.

## Skigebiet Alta Badia
Das Skigebiet Alta Badia ist zwischen 1400 und 2700 Metern über dem Meeresspiegel gelegen und umfasst 95 Pisten. Der Skibetrieb findet von November bis April statt.
Mit elf weiteren Skigebieten gehört es zum Skigebietsverbund Dolomiti Superski. Über diesen ist das Skigebiet mit den angrenzenden Skigebieten Arabba und Gröden verbunden.

## Skiweltcup Alta Badia
Die Gran Risa befindet sich auf dem Gebiet der Gemeinde Abtei. Bekannt ist die Gran Risa insbesondere wegen zahlreicher Rennen des Alpinen Skiweltcups. Sie gilt als eine der schwierigsten Strecken im Skiweltcup. Seit 1990 werden die Weltcup-Riesenslaloms der Männer auf der Gran Risa jährlich ausgetragen.

## Maratona dles Dolomites
Die Maratona dles Dolomites ist ein Straßen-Radmarathon in den Dolomiten um Alta Badia, der seit 1987 jährlich am ersten Sonntag im Juli veranstaltet wird.